# Lista de objetos do Sistema Solar
Esta é a lista de objetos do Sistema Solar.
| Ordem | Corpos/Objetos           | Quantidade |
| ----- | ------------------------ | ---------- |
| 1     | Estrela (Sol CE - G2V)   | 1          |
| 4     | Planetas                 | 8          |
| 6     | Satélites naturais       | 240        |
| 2     | Planetas anões           | 5          |
| 7     | Cometas                  | 3 648      |
| 8     | Asteroides               | 210 000    |
| 3     | Centauros                | 7          |
| 5     | Objetos transneptunianos | 197        |
| 9     | Total de objetos         | 214 106    |

## Sistema Solar interior

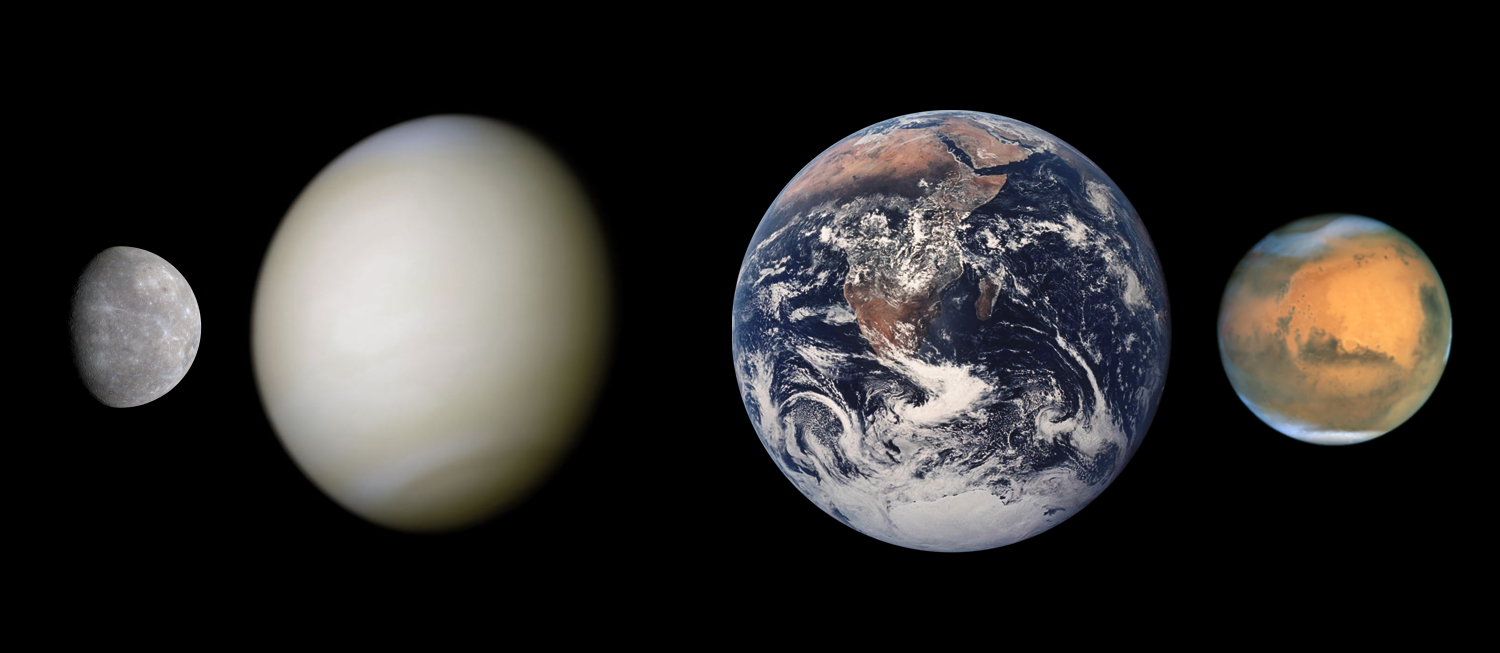
Os quatro planetas telúricos (da esquerda para a direita): Mercúrio, Vénus, Terra e Marte.

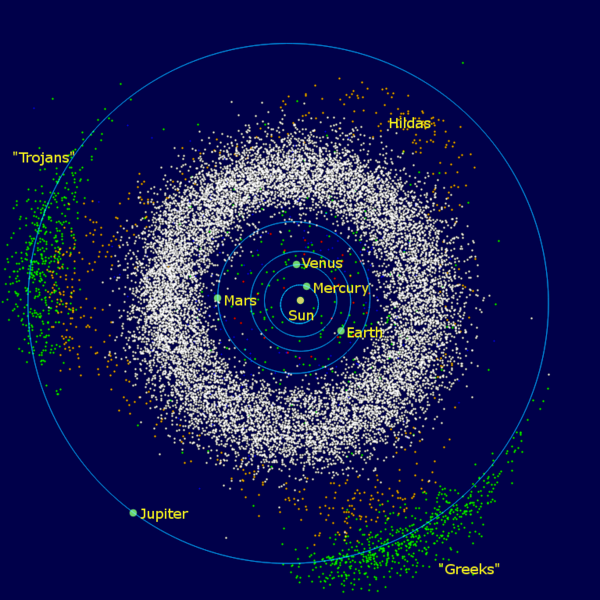
A cintura de asteroides (vista em branco) está localizada entre as órbitas de Marte e Júpiter.

- Mercúrio

- Vénus
- Terra
  - Lua

- Marte
  - Fobos
  - Deimos

- Cintura de asteroides
  - Ceres
  - 4 Vesta
  - 2 Pallas
  - 10 Hygiea
  - ver outros objetos no artigo:Lista de asteroides

## Sistema Solar Exterior

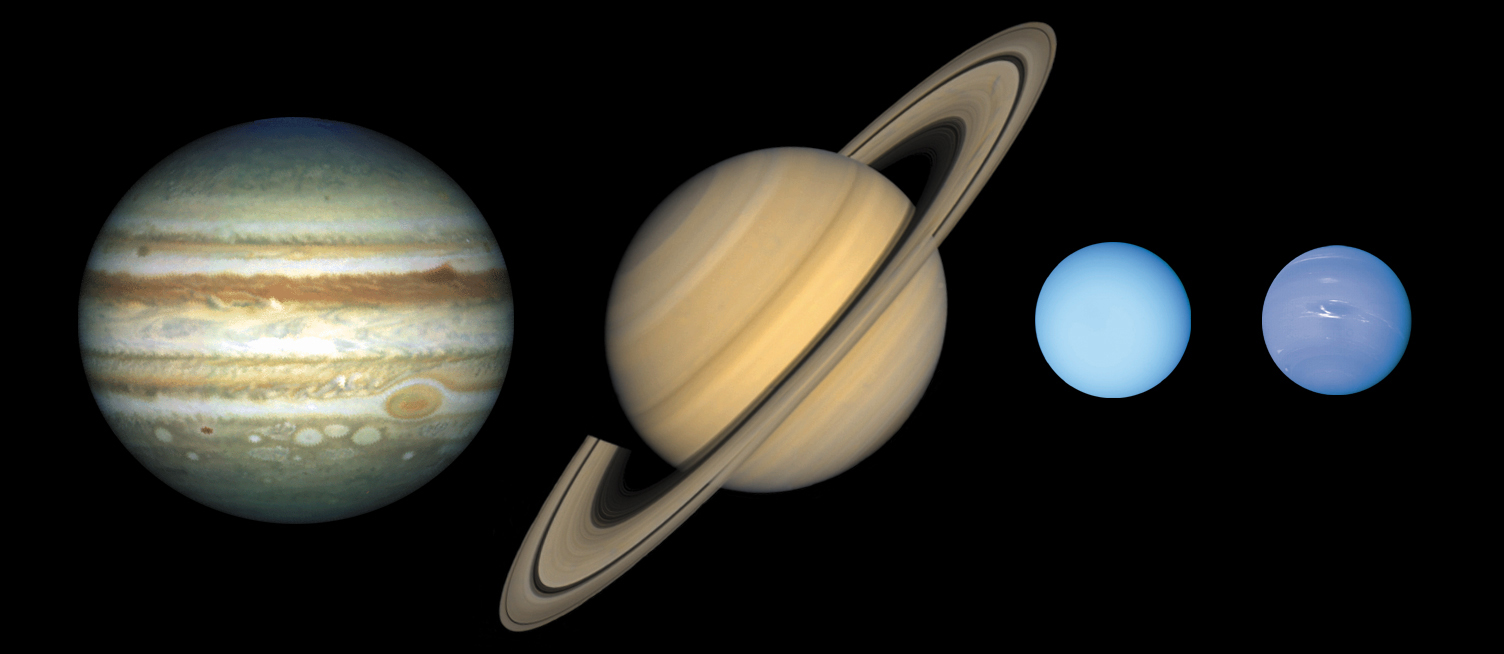
Os quatro planetas gasosos (da esquerda para a direita): Júpiter, Saturno, Urano e Netuno.

Diagrama de Euler exibindo os tipos de objetos orbitando o Sol.

Principais luas do Sistema Solar

- Júpiter

- Saturno

- Urano

- - Cordélia
  - Ofélia
  - Bianca
  - Créssida
  - Desdémona
  - Julieta
  - Pórcia
  - Rosalinda
  - Cupido
  - Belinda
  - Perdita
  - Puck
  - Mab
  - Miranda
  - Ariel
  - Umbriel
  - Titânia
  - Oberon
  - Francisco
  - Caliban
  - Stephano
  - Trinculo
  - Sycorax
  - Margaret
  - Prospero
  - Setebos
  - Ferdinand
- Neptuno

- - Náiade
  - Talassa
  - Despina
  - Galateia
  - Larissa
  - Proteu
  - Tritão
  - Nereida
  - Halimede
  - Sao
  - Laomedeia
  - Psámata
  - Neso

## Objeto transneptunianos

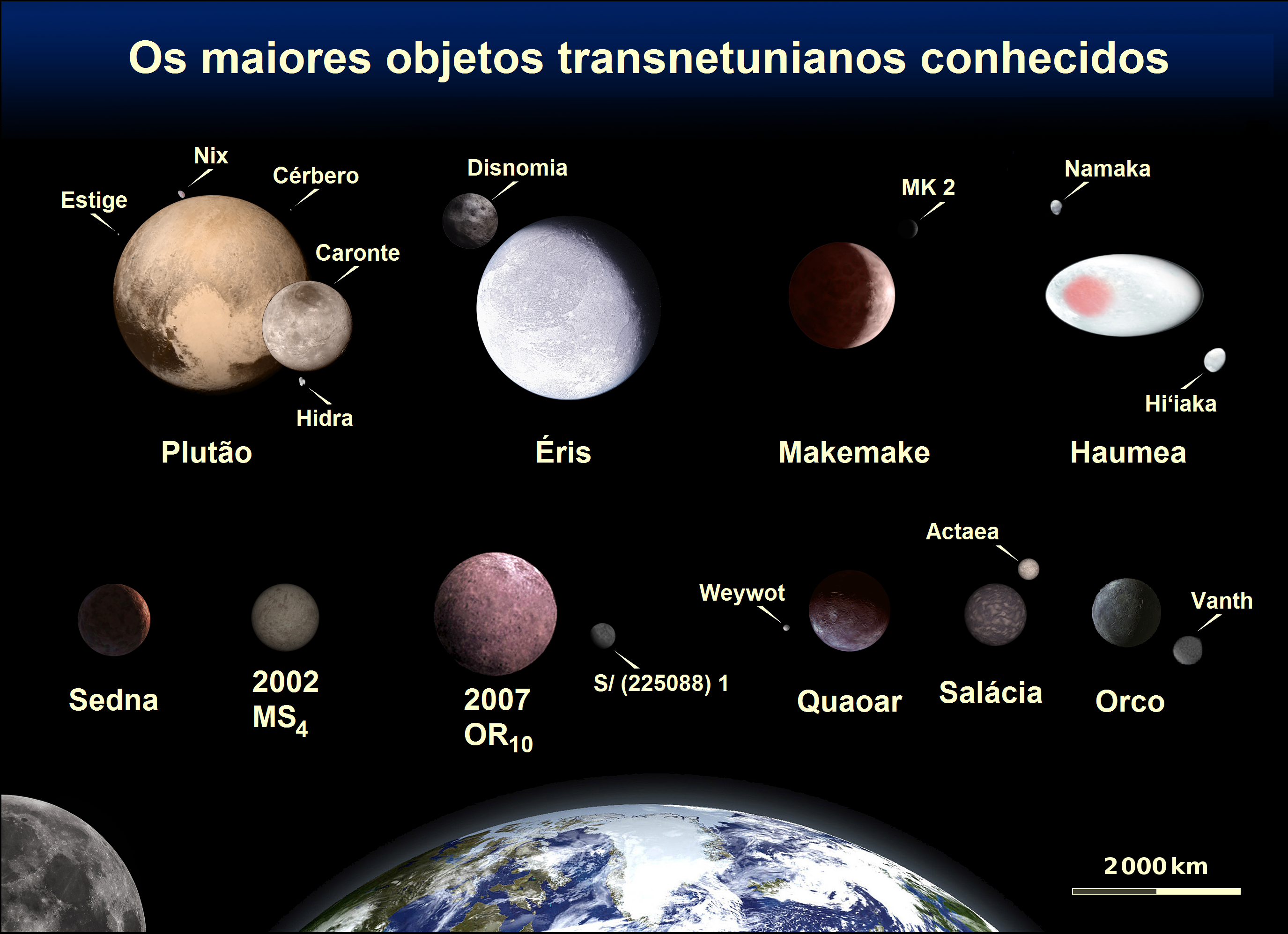
Comparação do tamanho dos maiores objetos transneptunianos e a Terra.

Objetos nos confins do Sistema Solar (Cintura de Kuiper e Nuvem de Oort).

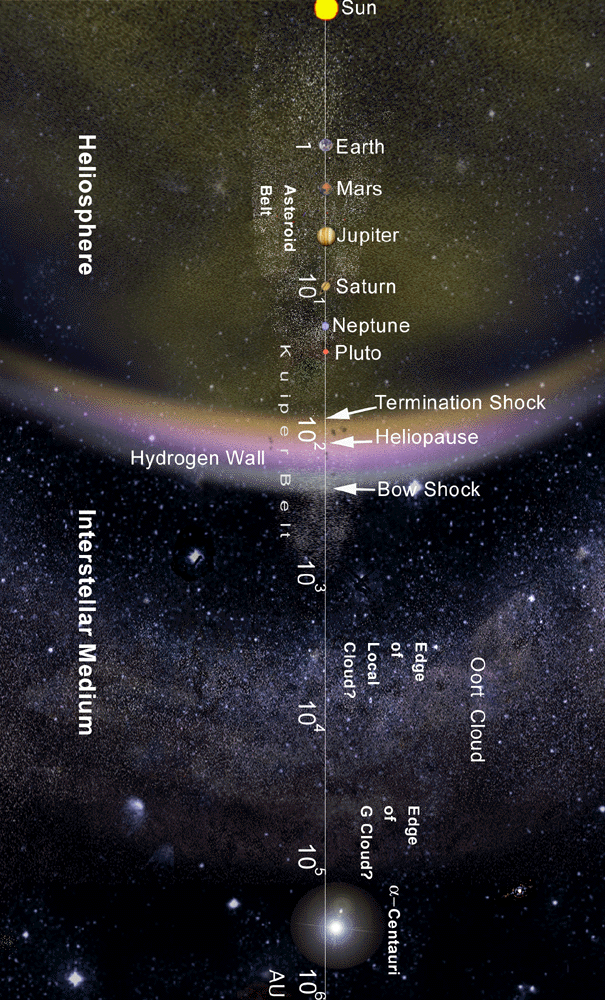
Sistema Solar

- Cintura de Kuiper
  - Orcus
  - Plutão
    - Caronte
    - Nix
    - Hidra

  - Íxion
  - 38628 Huya
  - 20000 Varuna
  - 2002 TX300
  - Haumea
    - Namaka
    - Hiʻiaka

  - Quaoar
  - Makemake
  - Aya
  - 2002 TC302
- Disco disperso
  - Éris
    - Disnomia

  - 1996 TL66
- Heliosfera
- Nuvem de Oort
  - Sedna